# حمیدآباد (ری)
حمیدآباد (ری)، روستایی از توابع بخش قلعه نو شهرستان ری در استان تهران ایران است.

## جمعیت
این روستا در دهستان قلعه نو قرار دارد و براساس سرشماری مرکز آمار ایران در سال 1395، جمعیت آن 200 نفر (۴۳خانوار) بوده‌است.در سال 1398 دهیاری این روستا تاسیس شده و عارف نادرزاده مهربان بعنوان اولین دهیار این روستا از سوی شورای روستا انتخاب شده است . 